# Environnement aux Philippines
L'environnement aux Philippines est l'environnement (ensemble des éléments - biotiques ou abiotiques - qui entourent un individu ou une espèce et dont certains contribuent directement à subvenir à ses besoins) du pays Philippines, pays d'Asie. Grâce à sa situation géographique, son climat et son éclatement, les Philippines font partie des pays les plus riches de la planète en matière de biodiversité. À ce titre, ce pays est classé non seulement comme pays mégadivers mais forme à lui seul un des 34 hotspots de biodiversité, du fait entre autres de l'immense pression humaine que supporte l'archipel.

## Biodiversité des Philippines

### Principaux milieux

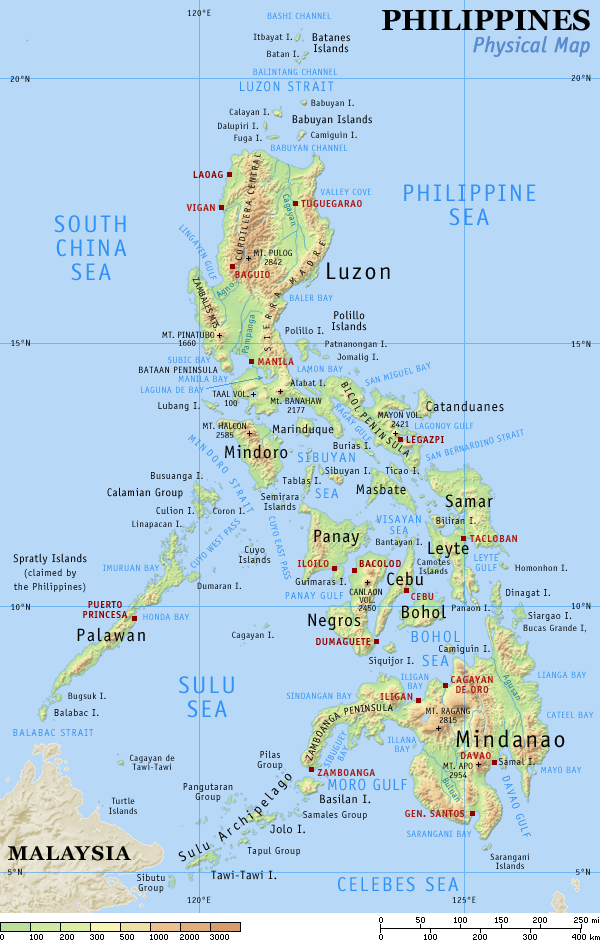
Géographie des Philippines.

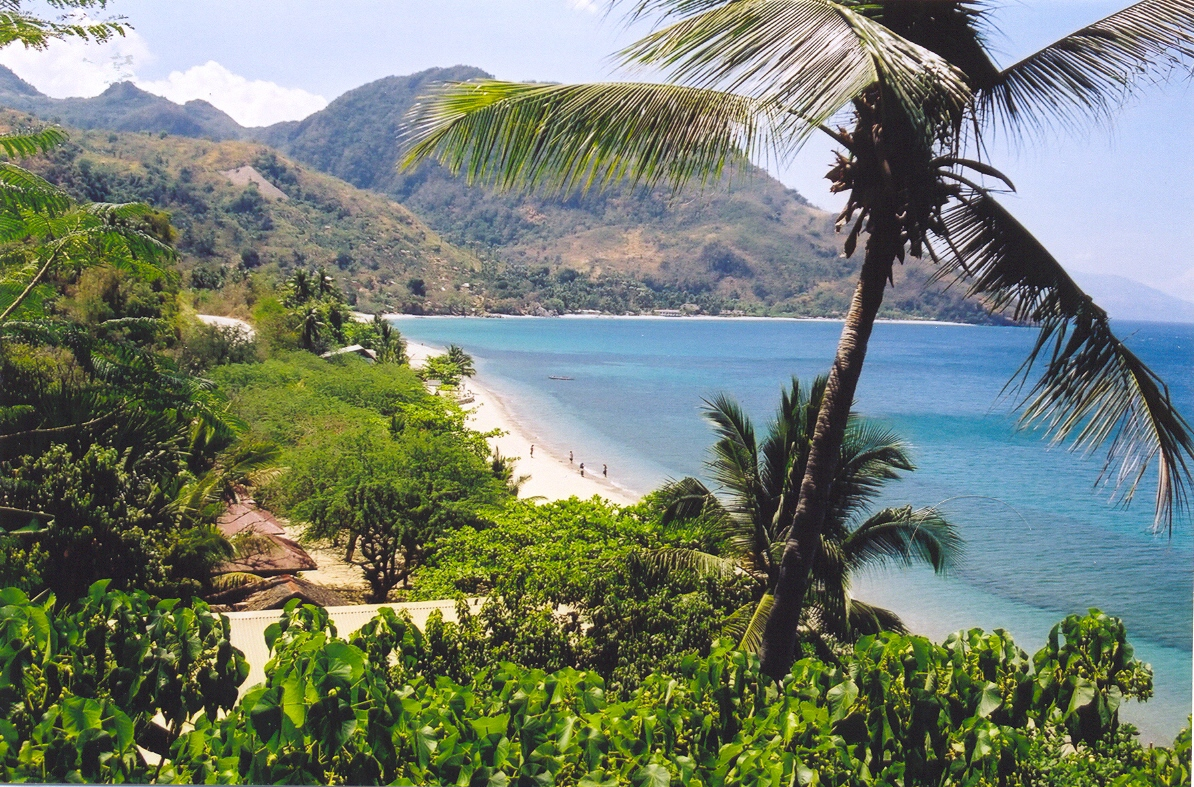
Plage au nord de Mindoro.

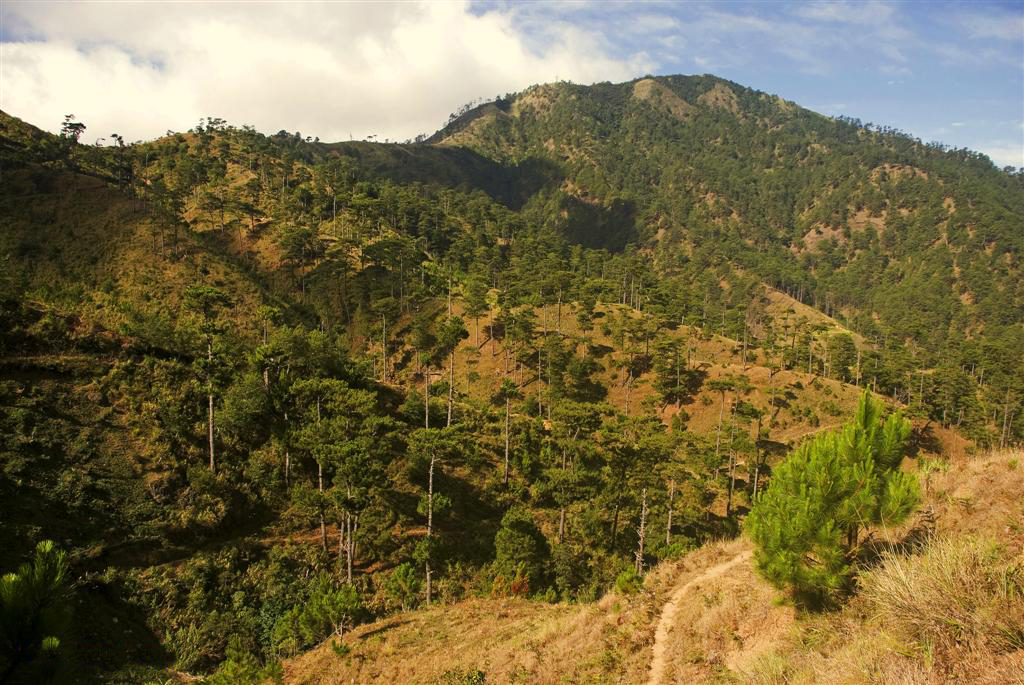
Forêt de Pinus kesiya sur la Cordillère Centrale.

Les Philippines sont constituées d'un archipel de 7 107 îles, avec une surface totale d'environ 300 439 km2. Les îles s’étendent du nord au sud sur 1 800 km, et d’est en ouest sur plus de 1 100 km. Elles sont divisées en trois groupes : 
1. Luçon,
2. les Visayas,
3. Mindanao.

Le climat est de type tropical humide, avec des moussons en été à l'ouest.
La plupart des îles montagneuses étaient recouvertes de forêts tropicales et d’origine volcanique comme l’attestent les tremblements de terre fréquents et la vingtaine de volcans en activité comme le Pinatubo. Aujourd'hui, la couverture forestière n'est plus que de 25.89 %. Les forêts humides des Philippines forment une région écologique identifiée par le Fonds mondial pour la nature (WWF) comme faisant partie de la liste « Global 200 », c'est-à-dire considérée comme exceptionnelle au niveau biologique et prioritaire en matière de conservation. 
Ce pays est classé non seulement comme pays mégadivers mais forme à lui seul un des 34 hotspots de biodiversité, du fait entre autres de l'immense pression humaine que supporte l'archipel.

### Faune et flore

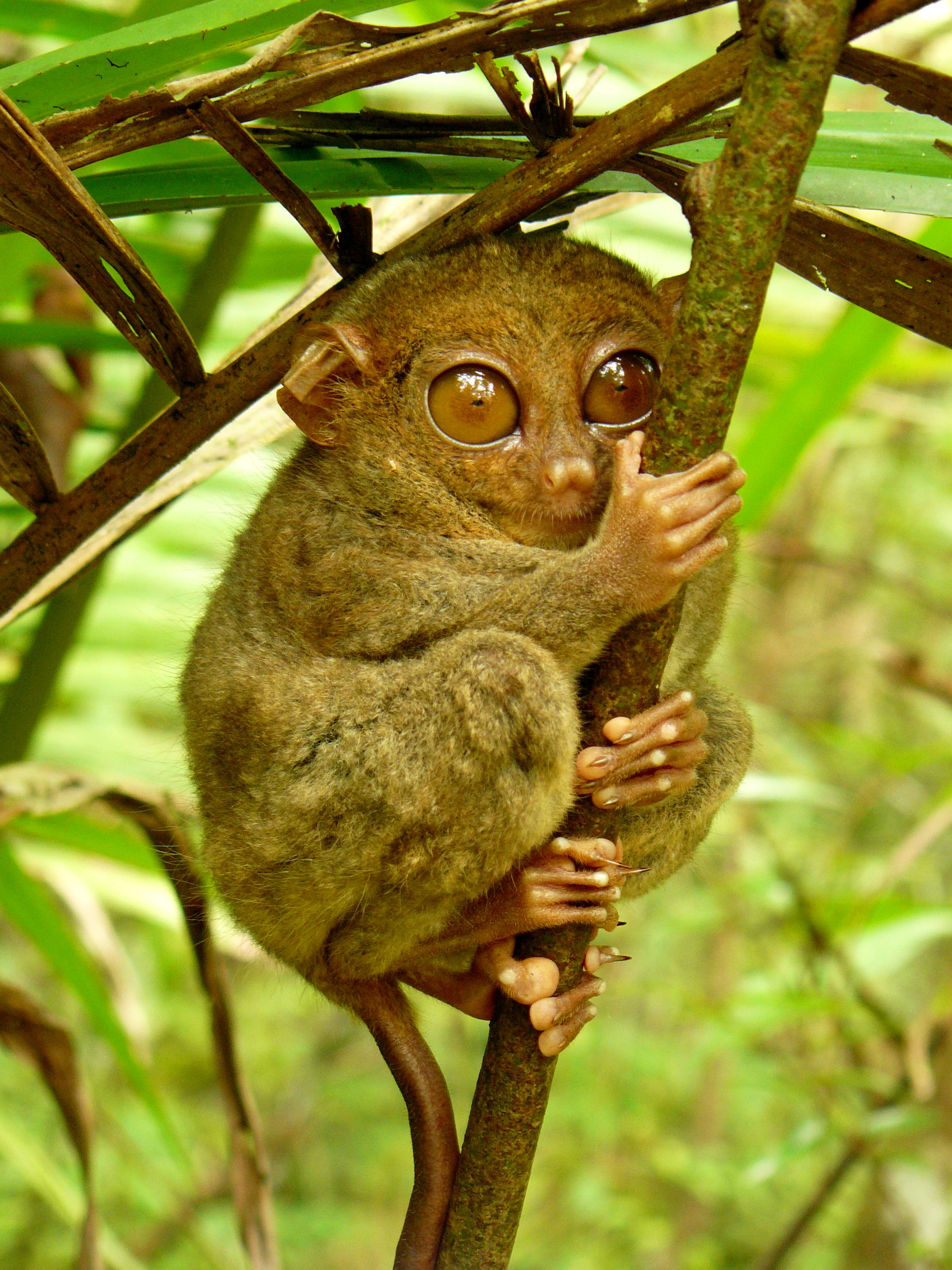
Un tarsier des Philippines.

On trouve plus de soixante espèces végétales endémiques de Bornéo dans les îles méridionales de Mindoro, Palawan et Mindanao. Certaines plantes identifiées comme originaires des Célèbes et des Moluques sont très largement répandues aux Philippines : il s'agit principalement de fougères, d'orchidées et du diptérocarpe, l'arbre national, aussi appelé narra, pouvant atteindre 35 mètres de hauteur, abondant dans les forêts primaires de l'archipel.
En 2015, les espèces menacées étaient les suivantes : 39 espèces de mammifères, 77 espèces de poissons, et 239 espèces végétales.

### Territoires protégés
D'après la Banque mondiale, en 2012, les zones marines protégées représentent environ 2,5 % des eaux du territoire.

## Impacts sur les milieux naturels

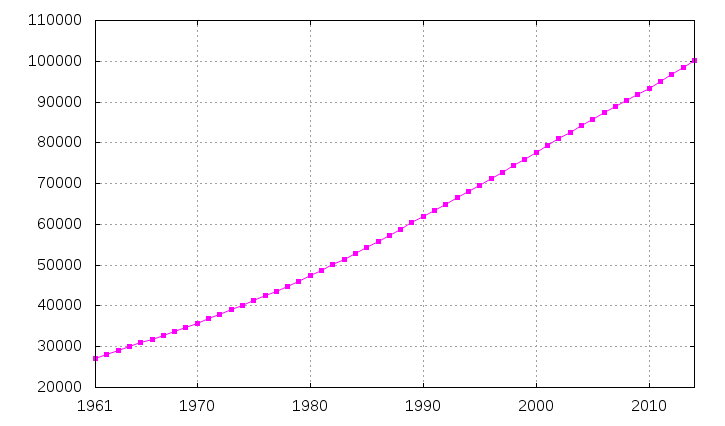
Évolution de la démographie entre 1961 et 2003 (chiffre de la FAO, 2005). Population en milliers d'habitants.

Les Philippines sont le 12e pays le plus peuplé au monde, avec 102 815 800 habitants en 2016. La population, qui a été multipliée par plus de 3 en 50 ans, exerce de ce fait une pression importante sur les milieux et les ressources, avec une pression par habitant qui reste faible en comparaison d'autres pays plus développés.

### Activités humaines

#### Agriculture

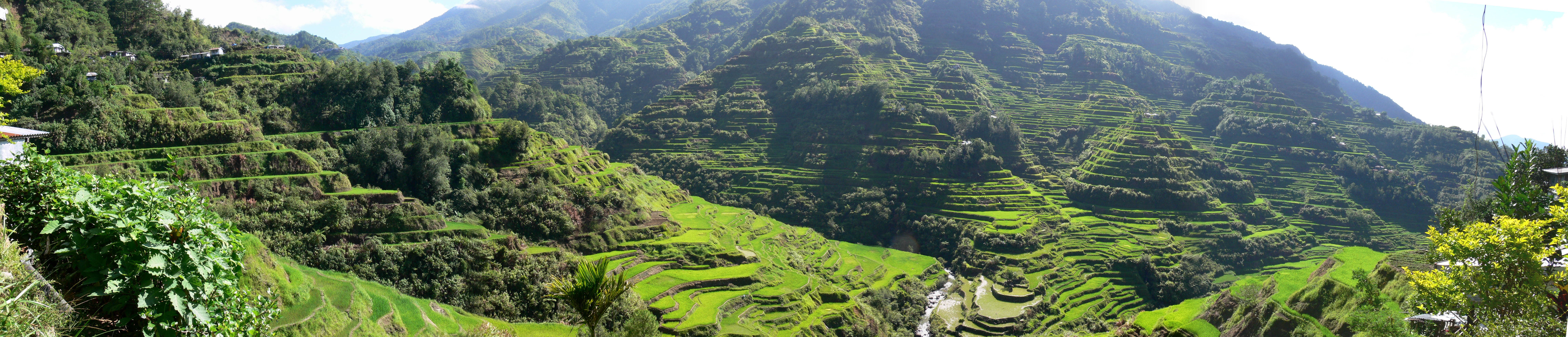
Panorama des rizières de Banaue..

Le pays est le 8e producteur mondial de riz. Les autres productions sont notamment le maïs, la canne à sucre, la noix de coco, l'abaca, l'ananas, la banane et l'hévéa.
En 2010, l'agriculture contribue pour environ 62 % aux émissions de méthane du pays.

#### Chasse, pêche et braconnage
Le cacatoès des Philippines, victime du braconnage, est un oiseau en danger critique d'extinction. La tortue de Palawan est également menacée par les braconniers.

#### Transports
Le pays est équipé de 247 aéroports, de 213 000 km de routes et 995 km de voies ferrées en 2013. En 2010, le taux d'équipement en véhicule automobile était d'environ 3 %.

#### Déforestation
Selon la FAO, 57 % du territoire était couvert de forêts en 1934. Au début des années 2000, elles n'en couvrent plus que 17 %.

### Pression sur les ressources non renouvelables
Les ressources naturelles sont le pétrole, le nickel, le cobalt, l'argent, l'or, le sel, le cuivre.  Les réserves de cuivre, d'or et de zinc des Philippines sont parmi les plus grandes du monde.
Le pays compte 41 mines de nickel et est le premier producteur mondial du minerai. Les groupes miniers sont accusés de longue date par les mouvements écologistes de polluer les rivières, les rizières (« où plus rien ne pousse »), les lieux d'aquaculture et les chutes d’eau.

### Pollutions

#### Émissions de gaz à effet de serre (GES)
Les émissions de CO2 ont été multipliées par 8 en 50 ans, de 1960 à 2010.

#### Pollution de l'eau
La pollution de l'eau concerne Manille et les mangroves.

#### Gestion des déchets
80 % environ des rejets mondiaux de plastiques dans les océans ne proviennent que de quelques pays d'Asie (Chine, Indonésie, Philippines, Vietnam, Sri Lanka, etc.).

### Impacts de l'urbanisation

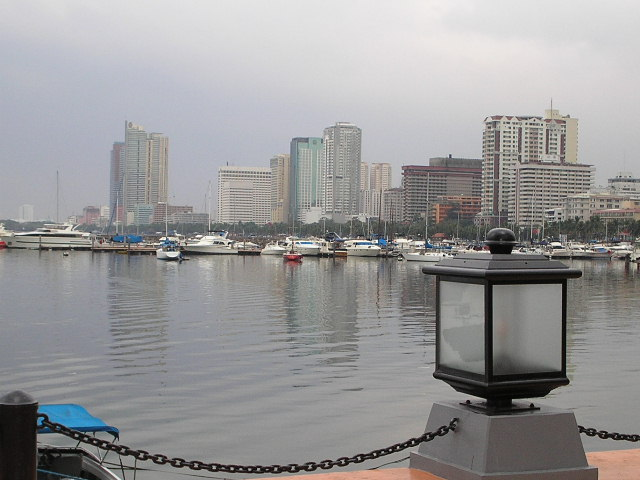
Manille

## Exposition aux risques
Les Philippines sont le 3e pays au monde le plus à risque en termes de catastrophes naturelles.
L'archipel est soumis aux cyclones tropicaux, appelés typhons dans le Pacifique de l'ouest, à raison d'une quinzaine par an, plus particulièrement entre mai et octobre. 
Les îles sont parsemées de plusieurs volcans actifs pouvant provoquer des éruptions volcaniques. Les tremblements de terre sont fréquents.
Le pays est également soumis aux glissements de terrain et tsunamis. L'érosion est très importante dans presque toutes les îles, et les glissements de terrain sont très fréquents avec les fortes inondations.  
Voici quelques catastrophes majeures :
- Fin novembre 2004, l'un de ces épisodes pluvieux a touché le nord du pays et fait quelque 500 morts et disparus.
- Le 1er décembre 2006, des coulées de boue consécutives aux pluies du typhon Durian ont enseveli un millier de personnes au pied du mont Mayon.
- Le 8 novembre 2013, le super typhon Haiyan, nommé aussi Yolanda, un des plus puissants jamais relevés avec des vents de  315 km/h et des vagues de plusieurs mètres[7],[8], provoque des dommages considérables et fait de nombreuses victimes[9].
- En 2018, les catastrophes climatiques, dont le typhon Mangkut de catégorie 5, le plus violent de l'année sur la planète, ont entraîné des dégâts estimés à 4 milliards d'euros.

## Politique environnementale aux Philippines

### Traités internationaux
Traités internationaux sur l’environnement :
- partie à : biodiversité, changements climatiques, espèces en danger, droit de la mer, interdiction des essais nucléaires, protection de la couche d’ozone, bois tropical 83, bois tropical 94, zones humides, interdiction de la pêche à la baleine.
- signés, mais non ratifiés : Protocole de Kyoto, désertification.

### Politique nationale
D'après la banque mondiale, les surfaces forestières augmentent depuis 2010, passant de 23 % à 25,5 %.
Gina Lopez, nommée ministre de l'Environnement en juin 2016, est écartée du pouvoir en mai 2017, sous la pression des groupes miniers, à la suite du souhait de fermer 28 des 41 mines de nickel du pays et d'interdire les mines à ciel ouvert.

### ONG et militants
En 2018, 30 militants environnementaux ont été assassinés aux Philippines. En 2019, la situation s'est encore dégradée avec 43 défenseurs de l'environnement tués.

### Évaluation environnementale globale
En 2015, l'organisation Global Footprint Network (GFN) indique que les Philippines a un déficit en biocapacité. Les réserves agricoles et en bois sont quasi nulles. De plus, le bilan carbone est négatif avec une empreinte carbone plus de trois fois supérieur à la capacité forestière d'absorption.